# جاستن لونغ (رجل أعمال)
جاستن لونغ (بالإنجليزية: Justin Long)‏ هو متسلق جبال تزلج ‏ أمريكي، ولد في 30 يوليو 1988 في سان دييغو في الولايات المتحدة.